# Rodolfo di Anhalt-Zerbst
Rodolfo di Anhalt-Zerbst (Harzgerode, 28 ottobre 1576 – Zerbst, 20 agosto 1621) è stato principe di Anhalt-Zerbst.

## Biografia
Era figlio primogenito del principe Gioacchino Ernesto di Anhalt e di sua moglie, la principessa Eleonora di Württemberg. Suoi fratelli furono i principi Luigi I di Anhalt-Köthen, Giovanni Giorgio I di Anhalt-Dessau, Cristiano I di Anhalt-Bernburg e Augusto di Anhalt-Plötzkau.
Tra il 1596 e il 1597 studiò alla Regia accademia di Copenaghen.
Nel 1600 iniziò il suo Grand Tour e si recò in Sicilia. Con il fratello Luigi passò poi un anno a Firenze. Il 21 novembre 1601 si iscrisse all'Università di Siena. L'anno successivo, lasciata l'Italia, si diresse in Svizzera e quindi tornò a Dessau. Dal 1603 studiò al Gymnasium Francisceum di Zerbst, dove ebbe modo di consultare la famosa biblioteca.
Nel 1618 aderì alla Società dei Carpofori, un circolo letterario fondato dal fratello, il principe Luigi I di Anhalt-Köthen
Morì all'età di 44 anni il 20 agosto 1621, a Zerbst.

## Matrimonio e figli
A Zerbst, il 29 dicembre 1605 sposò Dorotea Edvige di Brunswick-Wolfenbüttel, la quale però morì il 16 ottobre 1609, gettandolo in una forte depressione. Da questo matrimonio nacquero i seguenti eredi:
- Dorotea (1607-1634) - sposò nel 1623 il duca Augusto di Brunswick-Lüneburg
- Eleonora (1608-1680) - sposò il duca Federico di Schleswig-Holstein-Sonderburg-Norburg (1581-1658)

Si risposò in seconde nozze il 31 agosto 1612 con Maddalena di Oldenburg, signora di Jever e figlia del conte Giovanni VII (1540-1603), dalla quale ebbe il successore:
- Giovanni (24 marzo 1621 - 1667)

## Ascendenza
|                                   |                         |                                  | Genitori                          |  |  | Nonni |  |  | Bisnonni                 |  |  | Trisnonni                   |  |
|                                   |                         |                                  |                                   |  |  |       |  |  | Ernesto di Anhalt-Zerbst |  |  | Giovanni I di Anhalt-Zerbst |  |
|                                   |                         |                                  |                                   |  |  |       |  |  | Ernesto di Anhalt-Zerbst |  |  | Giovanni I di Anhalt-Zerbst |  |
|                                   |                         | Anna di Lindau-Ruppin            |                                   |  |  |       |  |  | Ernesto di Anhalt-Zerbst |  |  |                             |  |
| Giovanni II di Anhalt-Dessau      |                         |                                  |                                   |  |  |       |  |  | Ernesto di Anhalt-Zerbst |  |  |                             |  |
|                                   |                         | Margherita di Müsterburg         | …                                 |  |  |       |  |  |                          |  |  |                             |  |
|                                   |                         | Margherita di Müsterburg         | …                                 |  |  |       |  |  |                          |  |  |                             |  |
|                                   |                         | Margherita di Müsterburg         | …                                 |  |  |       |  |  |                          |  |  |                             |  |
| Gioacchino Ernesto di Anhalt      |                         | Margherita di Müsterburg         |                                   |  |  |       |  |  |                          |  |  |                             |  |
|                                   |                         | Gioacchino I di Brandeburgo      | Giovanni I di Brandeburgo         |  |  |       |  |  |                          |  |  |                             |  |
|                                   |                         | Gioacchino I di Brandeburgo      | Giovanni I di Brandeburgo         |  |  |       |  |  |                          |  |  |                             |  |
|                                   |                         | Gioacchino I di Brandeburgo      | Margherita di Sassonia            |  |  |       |  |  |                          |  |  |                             |  |
| Margherita di Brandeburgo         |                         | Gioacchino I di Brandeburgo      |                                   |  |  |       |  |  |                          |  |  |                             |  |
|                                   |                         | Elisabetta di Danimarca          | Giovanni di Danimarca             |  |  |       |  |  |                          |  |  |                             |  |
|                                   |                         | Elisabetta di Danimarca          | Giovanni di Danimarca             |  |  |       |  |  |                          |  |  |                             |  |
|                                   |                         | Elisabetta di Danimarca          | Cristina di Sassonia              |  |  |       |  |  |                          |  |  |                             |  |
| Rodolfo di Anhalt-Zerbst          |                         | Elisabetta di Danimarca          |                                   |  |  |       |  |  |                          |  |  |                             |  |
|                                   | Ulrico I di Württemberg | Enrico di Württemberg            |                                   |  |  |       |  |  |                          |  |  |                             |  |
|                                   | Ulrico I di Württemberg | Enrico di Württemberg            |                                   |  |  |       |  |  |                          |  |  |                             |  |
|                                   | Ulrico I di Württemberg | Elisabetta di Zweibrücken-Bitsch |                                   |  |  |       |  |  |                          |  |  |                             |  |
| Cristoforo del Württemberg        | Ulrico I di Württemberg |                                  |                                   |  |  |       |  |  |                          |  |  |                             |  |
|                                   |                         | Sabina di Baviera                | Alberto IV di Baviera             |  |  |       |  |  |                          |  |  |                             |  |
|                                   |                         | Sabina di Baviera                | Alberto IV di Baviera             |  |  |       |  |  |                          |  |  |                             |  |
|                                   |                         | Sabina di Baviera                | Cunegonda d'Austria               |  |  |       |  |  |                          |  |  |                             |  |
| Eleonora di Württemberg           |                         | Sabina di Baviera                |                                   |  |  |       |  |  |                          |  |  |                             |  |
|                                   |                         | Giorgio di Brandeburgo-Ansbach   | Federico I di Brandeburgo-Ansbach |  |  |       |  |  |                          |  |  |                             |  |
|                                   |                         | Giorgio di Brandeburgo-Ansbach   | Federico I di Brandeburgo-Ansbach |  |  |       |  |  |                          |  |  |                             |  |
|                                   |                         | Giorgio di Brandeburgo-Ansbach   | Sofia di Polonia                  |  |  |       |  |  |                          |  |  |                             |  |
| Anna Maria di Brandeburgo-Ansbach |                         | Giorgio di Brandeburgo-Ansbach   |                                   |  |  |       |  |  |                          |  |  |                             |  |
|                                   |                         | Edvige di Münsterberg-Oels       | Carlo I di Münsterberg-Oels       |  |  |       |  |  |                          |  |  |                             |  |
|                                   |                         | Edvige di Münsterberg-Oels       | Carlo I di Münsterberg-Oels       |  |  |       |  |  |                          |  |  |                             |  |
|                                   |                         | Edvige di Münsterberg-Oels       | Anna di Sagan                     |  |  |       |  |  |                          |  |  |                             |  |
|                                   |                         | Edvige di Münsterberg-Oels       |                                   |  |  |       |  |  |                          |  |  |                             |  |